# Михаило Павићевић
Михаило Павићевић (Бар, 15. март 1958) је црногорски кошаркашки тренер. Тренутно је тренер Морнара из Бара. Познат је по раду Црвеној звезди са којом је освојио титулу 1998. године

## Каријера

### Играчка каријера
Већи део своје играчке каријере провео је у родном Бару играјући за локални тим Морнар. У два наврата је играо и за Будућност из Подгорице, да би играчку каријеру завршио у Омонији из Никозије.

### Тренерска каријера
Тренерску каријеру је започео одмах након престанка играчке. Пуних седам година тренирао је матичну екипу Морнара. Прву већу улогу добио је у Црвеној звезди 1997. године. Међутим због лошег почетка управа га смењује Американцем Лудвигом. Ипак у финалу плеј-офа се враћа у Црвену звезду са којом успева да освоји наслов првака СР Југославије.
Након тога значајне резултате имао је у Финској. Као први тренер екипе Хонка освојио је 5 националних титула и успео да промовише неколико значајних финских кошаркаша као што је Кoпонен и други. Од 2013. до 2015. године је био тренер кинеског клуба Љаонинга, са којим је већ у првој сезони успео да се пласира у финале плеј-офа. Ипак у финалу била је боља екипа Пекинга.
Од 2017. је тренер Морнара. У сезони 2017/18. је освојио првенство Црне Горе.

#### Репрезентација
Од 2011. до 2014. године био је тренер репрезентације Црне Горе до 20 година.

## Тренерски успеси

### Клупски
- Црвена звезда:
  - Првенство СР Југославије (1): 1997/98.
- Еспун Хонка:
  - Првенство Финске (5): 2000/01, 2001/02, 2002/03, 2006/07, 2007/08.
  - Куп Финске (2): 2000/01, 2008/09.
- Морнар Бар:
  - Првенство Црне Горе (1): 2017/18.